# Tibetaans
Het Tibetaans of Tibetaanse talen is een groep van nauw aan elkaar verwante talen, variëteiten en dialecten, die door ongeveer zes miljoen mensen worden gesproken, voornamelijk op het Tibetaans Hoogland, in Tibet, India en Pakistan (Kasjmir), Bhutan en Nepal; buiten dat gebied zijn er ongeveer 150.000 mensen met het Tibetaans als moedertaal.
Het Tibetaans wordt meestal geclassificeerd als lid van de Tibeto-Birmaanse talen die beurtelings door sommigen wordt verondersteld een tak van de Sino-Tibetaanse taalfamilie te zijn.

## Dialecten

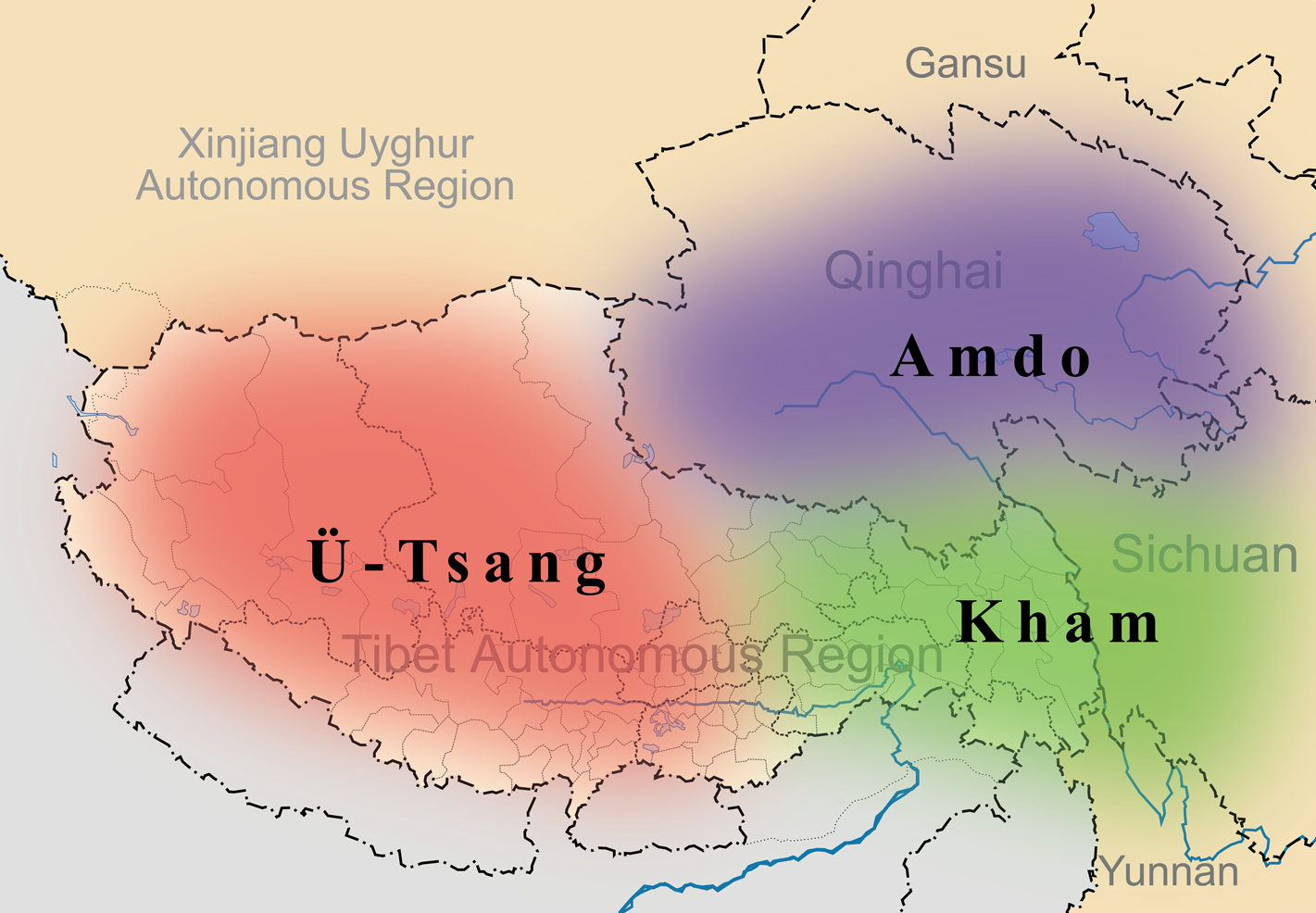

Er zijn een groot aantal Tibetaanse dialecten. De belangrijkste zijn die van Centraal-Tibet, Kham, Amdo en Ladakh. Deze vier dialecten van Tibetaans delen een gemeenschappelijk schriftsysteem, maar er zijn ook grote verschillen. De dialecten van Centraal-Tibet en Kham hebben zich ontwikkeld tot een toontaal. Dat is in het dialect van Amdo niet het geval. De taal van Centraal-Tibet kan beschouwd worden als een analytische taal. De taal van Amdo heeft zich ontwikkeld tot één, waar het morfologisch verschijnsel van agglutinatie dominant is. Het dialect van Amdo kent in tegenstelling tot dat van Centraal-Tibet en Kham nog vele consonantclusters, een opeenvolging van twee of meer medeklinkers zonder klinker ertussen.
De geografische isolatie van Tibet en de volstrekt verschillende ontwikkeling van Centraal-Tibet, Kham en Amdo hebben tot deze verschillen geleid. In de praktijk betekent het ook, dat etnische Tibetanen die alleen het dialect van hun gebied spreken elkaar zeer moeilijk tot onmogelijk kunnen verstaan.
Zowel in de Tibetaanse diaspora als in de Tibetaanse gebieden in China wordt in de laatste decennia toenemend beleid gemaakt om te komen tot standaardisering van de Tibetaanse taal.

## Tibetaans schrift
Tibetaans wordt in het Tibetaans schrift en verschillende romanisatievormen geschreven:
- Tibetaans pinyin
- Wylie (romanisatie)
- Internationaal Fonetisch Alfabet